# Zonsverduisteringen van 1321 t/m 1330
De periode 1321 t/m 1330 bevat 19 zonsverduisteringen. Deze zijn onderverdeeld in de volgende typen:
- 6 totale
- 8 ringvormige
- 2 hybride
- 3 gedeeltelijke

## Overzicht
Onderstaand overzicht bevat alle details van deze zonsverduisteringen.
| Datum        | UTC op Max | Type         | Stijl                    | Saros nr | Magni- tude | Lengte op Max | Coördinaten op Max |
| ------------ | ---------- | ------------ | ------------------------ | -------- | ----------- | ------------- | ------------------ |
| 26 juni 1321 | 06:52:55   | hybride      | centraal                 | 106      | 1.0056      | 0m 27s        | 56.7n 90.3o        |
| 19 dec. 1321 | 18:15:02   | hybride      | centraal                 | 111      | 1.0115      | 1m 4s         | 34.9z 89.2w        |
| 15 juni 1322 | 12:41:47   | ringvormig   | centraal                 | 116      | 0.9607      | 5m 11s        | 11.4n 9.8w         |
| 9 dec. 1322  | 08:44:26   | totaal       | centraal                 | 121      | 1.0439      | 4m 17s        | 5.0n 48.4o         |
| 4 juni 1323  | 13:27:55   | ringvormig   | centraal geen zuiddgrens | 126      | 0.9383      | 5m 59s        | 56.1z 23.4w        |
| 29 nov. 1323 | 00:16:10   | gedeeltelijk |                          | 131      | 0.7215      | -             | 67.3n 178.8o       |
| 18 okt. 1324 | 21:22:40   | ringvormig   | centraal                 | 103      | 0.9483      | 3m 33s        | 75.4z 149.9o       |
| 13 apr. 1325 | 17:44:29   | totaal       | centraal                 | 108      | 1.0551      | 4m 50s        | 26.0n 88.8w        |
| 7 okt. 1325  | 23:05:32   | ringvormig   | centraal                 | 113      | 0.9281      | 8m 57s        | 23.2z 172.5w       |
| 3 apr. 1326  | 10:19:38   | totaal       | centraal                 | 118      | 1.0668      | 5m 49s        | 19.0z 35.3o        |
| 26 sep. 1326 | 22:53:53   | ringvormig   | centraal                 | 123      | 0.9409      | 7m 7s         | 21.3n 156.1w       |
| 24 mrt. 1327 | 01:56:52   | gedeeltelijk |                          | 128      | 0.6020      | -             | 71.8z 129.5w       |
| 16 sep. 1327 | 04:04:29   | gedeeltelijk |                          | 133      | 0.7168      | -             | 72.1n 151.8w       |
| 11 feb. 1328 | 20:50:10   | ringvormig   | centraal                 | 100      | 0.9356      | 6m 38s        | 44.1n 144.7w       |
| 6 aug. 1328  | 08:26:35   | totaal       | centraal                 | 105      | 1.0652      | 5m 19s        | 35.1z 43.6o        |
| 30 jan. 1329 | 20:45:47   | ringvormig   | centraal                 | 110      | 0.9222      | 10m 51s       | 6.5z 127.7w        |
| 27 juli 1329 | 01:26:16   | totaal       | centraal                 | 115      | 1.0662      | 6m 8s         | 14.9n 160.9o       |
| 19 jan. 1330 | 21:28:48   | ringvormig   | centraal                 | 120      | 0.9452      | 5m 16s        | 50.6z 129.0w       |
| 16 juli 1330 | 15:26:57   | totaal       | centraal                 | 125      | 1.0139      | 1m 0s         | 66.5n 35.7w        |

### Legenda
| Kolomhoofd         | Uitleg                                                                                                |
| ------------------ | --- |
| Datum              | Datum op het moment van het maximum van de eclips                                                     |
| UTC op Max         | Tijd in UTC op het moment van het maximum van de eclips                                               |
| Type               | Type van de eclips                                                                                    |
| Stijl              | Binnen een type zijn verschillende stijlen mogelijk                                                   |
| Sarosnr            | Het nr van de sarosreeks waartoe de eclips behoort                                                    |
| Magnitude          | Percentage van verduistering van de middellijn van de zon op het moment van het maximum van de eclips |
| Lengte op Max      | Tijdsduur van de eclips op de plek met het maximum                                                    |
| Coördinaten op Max | Coördinaten op het moment van het maximum van de eclips                                               |